# Tudhaliya IV
Tudhaliya IV fue un rey hitita que gobernó desde 1237 a. C. hasta 1209 a. C., con una breve interrupción en 1228 a. C., cuando su primo Kurunta tomó el poder.

## Biografía
Hijo de Hattusili III, fue escogido por delante de sus hermanos para reinar sin que las razones para ello estén muy claras. A la muerte de su padre, alcanzó el trono sin disputa alguna. Es posible, aunque no está muy bien documentado, que fuera corregente durante los últimos años de Hattusili.
Los primeros problemas de Tudhaliya tuvieron que ver con las rebeliones en Arzawa que Hattusili había sido incapaz de apaciguar. Una enérgica intervención permitió a Tudhaliya sofocar las revueltas e instalar un régimen vasallo en Milawata, uno de los pocos reinos que aún se oponían abiertamente al imperio hitita en Anatolia.
La amenaza más seria y duradera para los hititas era, sin embargo, Asiria. Con el ascenso al trono asirio de Tukulti-Ninurta I hubo guerra entre los dos estados, al intentar conquistar Tukulti-Ninurta las tierras de Nihriya, muy próximas a la frontera del imperio hitita. Para responder a esta amenaza, Tudhaliya llevó su ejército a Nihriya, donde tuvo lugar la batalla del mismo nombre que acabó en victoria asiria. Sin embargo, aparte del golpe al prestigio de Tudhaliya, no hubo excesivas consecuencias, ya que después de apoderarse de Nihriya Tukulti-Ninurta se centró en la conquista de Babilonia.
Probablemente aprovechando las circunstancias de esta derrota hitita, Kurunta dio un golpe de Estado en 1228 a. C., que  no fue definitivo, al recuperar Tudhaliya el gobierno en el mismo año. Sin embargo, todo lo que rodea a este golpe es un misterio, debido a la escasez de documentación relativa a Kurunta —y es posible que el golpe no llegara a producirse. De cualquier forma, algún hermano de Kurunta, o el propio Kurunta, conservó el poder en Tarhuntassa durante todo el reino de Tudhaliya.
La segunda parte del reinado de Tudhaliya fue más exitosa, ya que logró imponer su dominio en Alasiya (un reino de fronteras no determinadas en Chipre), convirtiéndolo en estado vasallo, que pagaba su tributo en oro y cobre. Para asegurarse del cumplimiento de estas obligaciones, se nombró a un «comandante de la ciudad» que gobernaba junto al rey de Alasiya. Alasiya era muy importante, porque controlaba el comercio en el Mediterráneo oriental, incluyendo los indispensables suministros de materias primas que tanto necesitaban los hititas.
Al morir Tudhaliya, el trono pasó a su hijo, Arnuwanda III.